# المصلى (البيضاء)

تعديل مصدري - تعديل

المصلى هي إحدى مدن محافظة البيضاء اليمنية. بلغ تعداد سكانها 5984 نسمة حسب التعداد السكاني في اليمن لعام 2004.